# Велика награда Турске 2021.
Велика награда Турске 2021 (званично позната као Формула 1 Ролекс Велика награда Турске 2021) била је трка Формуле 1, одржана 10. октобра 2021. године у Истанбул Парку у Тузли, Истанбул. Била је то шеснаеста од двадесет две трке шампионата Формуле 2021.
Луис Хамилтон, који је возио Мерцедес, поставио је најбржи круг у квалификацијама и почео је 11. након казни на старту. Ово је померило његовог сувозача Валтерија Ботаса на пол позицију. Ботас је победио у трци, са најбржим кругом, а возачи Ред була, Макс Верстапен и Серхио Перез завршили су на другом и трећем месту.

## Позадина
Догађај се одржао од 8. до 10. октобра у Истанбул Парку у Тузли у Истанбулу, а трка је вожена педесет осам кругова са четрнаест кривина. Била је то девета трка за Велику награду Турске, а све су се одвијале на истом месту. Претходно је било заказано за 11.-13. јун (замењујући отказану Велику награду Канаде), али је одложено због неповољних услова карантина током пандемије КОВИД-19 у Турској и ограничења путовања из Турске које је увела британска влада. Догађај је додат 25. јуна у распоред након отказивања Велике награде Сингапура, која је била заказана од 1. до 3. октобар. Дана 28. августа, померен је за недељу дана на 8-10. октобар због смањења броја трка у календару. Ово је била друга година заредом у којој се Велика награда Турске појавила на календару као замена.
Док се Велика награда Турске 2020. године одржавала иза затворених врата, издање 2021. требало је да буде пред гледаоцима. Површина стазе је минирана водом након што је глатки асфалт пружио мало приањања на прошлогодишњој трци. Шарл Леклер рекао је да се нада да ће површина стазе и даље бити клизава како би се повећале наде Ферарија за добар резултат на овој трци. Три претходна освајача ВН Турске учествовала су на овај догађај, Луис Хамилтон (који је претходно два пута освајао догађај 2010. и 2020.), Себастијан Фетел (који је освојио 2011.) и Кими Рејкенен (који је освојио прву Белику награду Турске 2005).
Десет конструктора је пријавило по два возача за трку, без измена са листе за редовну сезону. Насловни спонзор тима Ферари ,,Mission Winnow'' био је забрањен за ову трку. Назив и логотипи спонзора нису се користили ни на једној трци од Велике награде Француске до Велике награде Италије из правних разлога, већ су се користили у Бахреину, Емилији Ромањи, Португалији, Шпанији, Монаку, Азербејџану и Великој награди Русије. Ред Бул и Алфа Таури дали су поклоне Хонди, њиховом добављачу мотора, на датум кад је требало да буде Хондина домаћа трка, Велика награда Јапана. Болиди Ред була возили су са претежно белим ливрејама, инспирисаним ливрејама са којима је Хонда победила на својој првој трци светског шампионата у Формули 1, Великој награди Мексика 1965. године. Болиди Алфа Таурија садржавали су реч "аригато",на јапанском "Хвала"..
Једини добављач гума Формуле 1 Пирели испоручио је свој средњи опсег једињења у погледу тврдоће (Ц2, Ц3 и Ц4). Након прва два тренинга, Пирелијев шеф Формуле 1 Марио Изола изјавио је да је њихов избор гума "превише агресиван". Изола је изјавио да је то зато што је Пирели сазнао да ће стаза бити минирана тек након што су се одлучили за гуме.
Улазећи у догађај, Хамилтон је имао два бода предности над Максом Верстапеном у поретку шампиона возача, са трећепласираним Валтеријем Ботасом дванаест бодова испред четвртопласираног Ланда Нориса и тридесет једним испред петопласираног Серхиа Переза. Мерцедес је предводио Ред бул са тридесет три бода у пласману шампиона конструктора. Пет возача, укључујући Хамилтона, такође су испробали прототип дизајна рукавица на првом тренингу, осмишљеног да побољша безбедност спречавајући опекотине сличне онима које је задобио Ромен Грожан на Великој награди Бахреина 2020.

## Тренинзи
Трио слободних тренинга одржан је у петак и суботу, сваки по један сат. Луис Хамилтон поставио је најбрже време првог слободног тренинга за Мерцедес испред возача Ред була, Макса Верстапена и Ферарија, Шарла Леклера. Хамилтон је био најбржи на другом тренингу испред Леклера и свог сувозача Валтерија Ботаса. Док су прва два тренинга одржана у сувим условима, трећи је одржан по мокром и завршио се са Алфа Таури, Пјера Гаслија најбржим испред Верстапена и Верстапеновог сувозача Серхиа Переза. Прва два тренинга су протекла без већих инцидената, док је трећи накратко означена црвеном заставицом након што је Вилијамсов возач Џорџ Расел излетео у шљунак.

## Квалификације
Квалификације су почеле у суботу од 15:00 по локалном времену (УТЦ+03: 00) Хамилтон је поставио најбрже време, док је Ботас други, Верстапен је поставио треће најбрже време, а Леклер је био четврти најбржи у сесији за Ферари. Хамилтон је кажњен са 10 места за нову јединицу ЈУС, што је значило да ће Ботас заузети пол позицију. Саинц је имао инсталиране додатне компоненте погонских јединица што је значило да ће започети трку на последњој позицији без обзира на то где се квалификовао.
Шумахер се други пут у каријери Формуле 1 пласирао у други део квалификација, а Цунода је до трећег дела дошао први пут од Велике награде Аустрије 2021. Овај пол је био Ботасов 18. у Формули 1, а последњи је био на Великој награди Португалије у мају.

### Квалификациона класификација
| Поз.   | Бр. | Возач             | Конструктор  | Квалификациона времена | Квалификациона времена | Квалификациона времена | Стартна позиција |
| Поз.   | Бр. | Возач             | Конструктор  | К1                     | К2                     | К3                     | Стартна позиција |
| ------ | --- | ----------------- | ------------ | ---------------------- | ---------------------- | ---------------------- | ---------------- |
| 1      | 44  | Луис Хамилтон     | Мерцедес     | 1:24,585               | 1:23,082               | 1:22,868               | 111              |
| 2      | 77  | Валтери Ботас     | Мерцедес     | 1:25,047               | 1:23,579               | 1:22,998               | 1                |
| 3      | 33  | Макс Верстапен    | Ред бул      | 1:24,592               | 1:23,732               | 1:23,196               | 2                |
| 4      | 16  | Шарл Леклер       | Ферари       | 1:24,869               | 1:24,015               | 1:23,265               | 3                |
| 5      | 10  | Пјер Гасли        | Алфа Таури   | 1:24,704               | 1:23,817               | 1:23,326               | 4                |
| 6      | 14  | Фернандо Алонсо   | Алпин        | 1:25,174               | 1:23,914               | 1:23,477               | 5                |
| 7      | 11  | Серхио Перес      | Ред бул      | 1:24,963               | 1:23,961               | 1:23,706               | 6                |
| 8      | 4   | Ландо Норис       | Макларен     | 1:25,138               | 1:24,642               | 1:23,954               | 7                |
| 9      | 18  | Ланс Строл        | Астон Мартин | 1:25,511               | 1:24,601               | 1:24,305               | 8                |
| 10     | 22  | Јуки Цунода       | Алфа Таури   | 1:25,409               | 1:24,054               | 1:24,368               | 9                |
| 11     | 5   | Себастијан Фетел  | Астон Мартин | 1:25,787               | 1:24,795               | N/A                    | 10               |
| 12     | 31  | Естебан Окон      | Алпин        | 1:25,422               | 1:24,842               | N/A                    | 12               |
| 13     | 63  | Џорџ Расел        | Вилијамс     | 1:25,417               | 1:25,007               | N/A                    | 13               |
| 14     | 47  | Мик Шумахер       | Хас          | 1:25,555               | 1:25,200               | N/A                    | 14               |
| 15     | 55  | Карлос Саинц      | Ферари       | 1:25,177               | N/A                    | N/A                    | 192              |
| 16     | 3   | Данијел Рикијардо | Макларен     | 1:25,881               | N/A                    | N/A                    | 203              |
| 17     | 6   | Николас Латифи    | Вилијамс     | 1:26,086               | N/A                    | N/A                    | 15               |
| 18     | 99  | Антонио Ђовинаци  | Алфа Ромео   | 1:26,430               | N/A                    | N/A                    | 16               |
| 19     | 7   | Кими Рејкенен     | Алфа Ромео   | 1:27,525               | N/A                    | N/A                    | 17               |
| 20     | 9   | Никита Мазепин    | Хас          | 1:28,449               | N/A                    | N/A                    | 18               |
| Извор: |     |                   |              |                        |                        |                        |                  |

#### Напомена
- ^1  – Луис Хамилтон кажњен је са десет места за нову јединицу са унутрашњим сагоревањем (ЈУС).[31]
- ^2  – Карлос Саинц је морао да започне трку из задњег реда на страну због прекорачења своје квоте елемената погонске јединице.[41][42]
- ^3  – Данијел Рикардо је морао да започне трку из задњег реда на страну због прекорачења своје квоте елемената погонске јединице.[43]

## Трка
Трка је почела у недељу у 15:00 по локалном времену (УТЦ+03: 00). Ферари и Макларен су заменили хибридне системе на аутомобилима Саинца и Рикарда, што је резултирало њиховим стартовањем из последњег реда на страну. Хамилтон је такође кажњен са десет места због прекорачења дозвољеног броја мотора са унутрашњим сагоревањем.
У првом кругу Фернандо Алонсо и Пјер Гасли ступили су у контакт у првој кривини, при чему је Гасли добио казну од пет секунди. Алонсо је касније ступио у контакт са Миком Шумахером, при чему је Алонсо добио исту казну. Након што је прошао Себастијана Фетела, Луис Хамилтон прошао је Јукија Цуноду који се бранио неколико кругова. У 14. кругу, Карлос Саинц је улетео са унутрашње стране Фетелу на скретању 11, али је морао да иде на унутрашњи ивичњак да би остао на тркачкој путањи у влажним условима. Ово је пореметило болид и Саинц је ударио у предњу леву гуму Фетела. Саинц је у првој фази трке више пута претица, напредујући од деветнаестог до деветог за осамнаест круга.

### После трке
Мартин Брандл је веровао да би Хамилтон требао преузети одговорност за своју почетну стратегију пит-а рекавши да је требао поштовати почетна упутства за пит. Светски шампион из 2009. године Џенсон Батон који је коментарисао трку такође је изјавио да осећа како се Хамилтон уопште није борио јер није био свестан да ће изгубити позиције након заустављања. Пјер Гасли је рекао да ће након трке да разговара са директором трке након контроверзи око недавних одлука судија са Гасли буде кажњен у трци због контакт у првом кругу са Фернандом Алонсом и одлуком да не казни Алонса због побољшања времена у квалификацијама под двоструко жутим заставама. У светлу квалификационог инцидента са Алонсом, Маси је рекао да би спорт "сасвим вероватно" усвојио систем од следеће трке па надаље где би се сваки круг завршен под двоструким жутим заставама аутоматски брисао. Алонсо се извинио Шумахеру због судара у првом кругу трке. Макс Верстапен сматра да је Мерцедес значајно повећао своје перформансе у односу на претходне тркачке викенде. Кристијан Хорнер је био изненађен Мерцедесовим недавним побољшањем у линеарној брзини. Ландо Норис и Јуки Цунода жалили су се да им видљивост омета "прљаве капљице" - површинска вода помешана са уљем, прашином и прљавштином - при чему је Цунода сматрао да је то допринело окретању због чега је изгубио позицију која доноси бодове. Директор трке Мајкл Маси рекао је да није чуо жалбе других возача и да никада није веровао да су услови у Турској довољно лоши да оправдавају прекид трке.

### Тркачка класификација
| Поз.                                                        | Бр. | Возач             | Конструктор  | Кругова | Време/Разлика | Место | Поени |
| ----------------------------------------------------------- | --- | ----------------- | ------------ | ------- | ------------- | ----- | ----- |
| 1                                                           | 77  | Валтери Ботас     | Мерцедес     | 58      | 1:31:04,103   | 1     | 261   |
| 2                                                           | 33  | Макс Верстапен    | Ред бул      | 58      | +14,584       | 2     | 18    |
| 3                                                           | 11  | Серхио Перес      | Ред бул      | 58      | +33,741       | 6     | 15    |
| 4                                                           | 16  | Шарл Леклер       | Ферари       | 58      | +37,814       | 3     | 12    |
| 5                                                           | 44  | Луис Хамилтон     | Мерцедес     | 58      | +41,812       | 11    | 10    |
| 6                                                           | 10  | Пјер Гасли        | Алфа Таури   | 58      | +44,292       | 4     | 8     |
| 7                                                           | 4   | Ландо Норис       | Макларен     | 58      | +47,213       | 7     | 6     |
| 8                                                           | 55  | Карлос Саинц      | Ферари       | 58      | +51,526       | 19    | 4     |
| 9                                                           | 18  | Ланс Строл        | Астон Мартин | 58      | +1:22,018     | 8     | 2     |
| 10                                                          | 31  | Естебан Окон      | Алпин        | 57      | +1 круг       | 12    | 1     |
| 11                                                          | 99  | Антонио Ђовинаци  | Алфа Ромео   | 57      | +1 круг       | 16    |       |
| 12                                                          | 7   | Кими Рејкенен     | Алфа Ромео   | 57      | +1 круг       | 17    |       |
| 13                                                          | 3   | Данијел Рикијардо | Макларен     | 57      | +1 круг       | 20    |       |
| 14                                                          | 22  | Јуки Цунода       | Алфа Таури   | 57      | +1 круг       | 9     |       |
| 15                                                          | 63  | Џорџ Расел        | Вилијамс     | 57      | +1 круг       | 13    |       |
| 16                                                          | 14  | Фернандо Алонсо   | Алпин        | 57      | +1 круг       | 5     |       |
| 17                                                          | 6   | Николас Латифи    | Вилијамс     | 57      | +1 круг       | 15    |       |
| 18                                                          | 5   | Себастијан Фетел  | Астон Мартин | 57      | +1 круг       | 10    |       |
| 19                                                          | 47  | Мик Шумахер       | Хас          | 56      | +2 круг       | 14    |       |
| 20                                                          | 9   | Никита Мазепин    | Хас          | 56      | +2 круг       | 18    |       |
| Најбржи круг: Валтери Ботас (Мерцедес) – 1:30,432 (круг 58) |     |                   |              |         |               |       |       |
| Извор:                                                      |     |                   |              |         |               |       |       |

#### Напомена
- ^1  – Укључује један бод за најбржи круг.

## Поредак шампионата после трке
|           | Поз. | Возач          | Поени |
| --------- | ---- | -------------- | ----- |
| 1         | 1    | Макс Верстапен | 262.5 |
| 1         | 2    | Луис Хамилтон  | 256.5 |
| Unchanged | 3    | Валтери Ботас  | 177   |
| Unchanged | 4    | Ландо Норис    | 145   |
| Unchanged | 5    | Серхио Перез   | 135   |

|           | Поз. | Конструктор | Поени |
| --------- | ---- | ----------- | ----- |
| Unchanged | 1    | Мерцедес    | 433.5 |
| Unchanged | 2    | Ред бул     | 397.5 |
| Unchanged | 3    | Макларен    | 240   |
| Unchanged | 4    | Ферари      | 232.5 |
| Unchanged | 5    | Алпин       | 104   |

- Напомена: Укључено је само првих пет позиција за оба поретка.